# Nevile Henderson
Nevile Meyrick Henderson KCMG (10. června 1882 Sedgwick Park – 30. prosince 1942 Londýn) byl britský diplomat, mezi lety 1937 a 1939 velvyslanec Spojeného království v nacistickém Německu.

## Život a kariéra
Narodil se v Sedgwick Parku nedaleko Horshamu v Západní Sussexu jako třetí dítě Roberta a Emmy Hendersonových. Vzdělání se mu dostalo v Eton College a do diplomatických služeb nastoupil v roce 1905.
Na přelomu let 1928/29 působil jako diplomat ve Francii a mezi lety 1929 a 1935 byl mimořádným a zplnomocněným velvyslancem v Jugoslávském království, kde si získal důvěru krále Alexandra i prince Pavla. V roce 1935 byl velvyslancem v Argentině, před 28. květnem 1935 byl určen velvyslancem v Berlíně.

Henderson, stoupenec politiky appeasementu, se domníval, že Hitlera lze usměrnit a přimět k mírové spolupráci se západními mocnostmi. V únoru 1939 telegrafoval ministerstvu zahraničí do Londýna:
If we handle him (Hitler) right, my belief is that he will become gradually more pacific. But if we treat him as a pariah or mad dog we shall turn him finally and irrevocably into one.

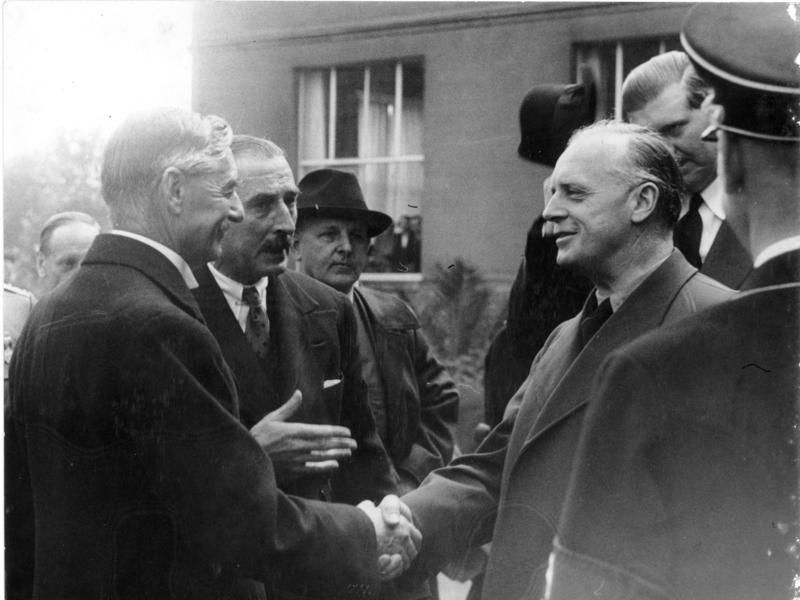
Henderson (uprostřed) s Neville Chamberlainem a Joachimem von Ribbentrop v Bad Godesbergu v září 1938

Henderson byl velvyslancem ve dnech Mnichovské dohody a doporučoval premiérovi Neville Chamberlainovi dohodu přijmout. Krátce po podpisu odjel kvůli lékařské péči do Londýna, aby se stále nemocný vrátil v únoru 1939 do Berlína (za necelé čtyři roky zemřel na rakovinu).
Poté, co vojska wehrmachtu, v rozporu s Mnichovskou dohodou, okupovala 15. března 1939 zbytek českých zemí, Chamberlain hovořil o ztrátě důvěry a rozhodl se čelit německé agresi. Henderson předal protestní nótu a byl dočasně odvolán do Londýna. V předvečer druhé světové války měl Henderson trvalé konflikty s Alexanderem Cadoganem, stálým podsekretářem ministerstva zahraničí. Henderson navrhoval, aby se Británie vyzbrojovala tajně, neboť zveřejnění by posílilo víru, že Británie připravuje válku s Německem. Cadogan a ministerstvo zahraničí nesouhlasili.
Podpisem Paktu Ribbentrop–Molotov 23. srpna 1939 a Smlouvy o anglo-polské spolupráci o dva dny později, se hrozba války stala trvalou. V noci 30. srpna se Henderson sešel s německým ministrem zahraničí Joachimem von Ribbentrop. V napjaté atmosféře von Ribbentrop přednesl o půlnoci „konečnou nabídku“ Polsku a varoval Hendersona, že pokud Poláci neodpoví, „konečná nabídka“ bude považována za odmítnutou.
„Když Ribbentrop o půlnoci z 30. na 31. srpna odmítl předat britskému velvyslanci kopii německých požadavků, ti dva se skoro porvali. Henderson, který dlouho obhajoval německé nároky zjistil, že požadavky jsou záměrně koncipovány jako alibi pro německou vládu, která byla připravena zahájit válku. Nebylo divu, že se Henderson dopálil; von Ribbentrop nadcházející válku očekával a rozjařený odešel domů.“

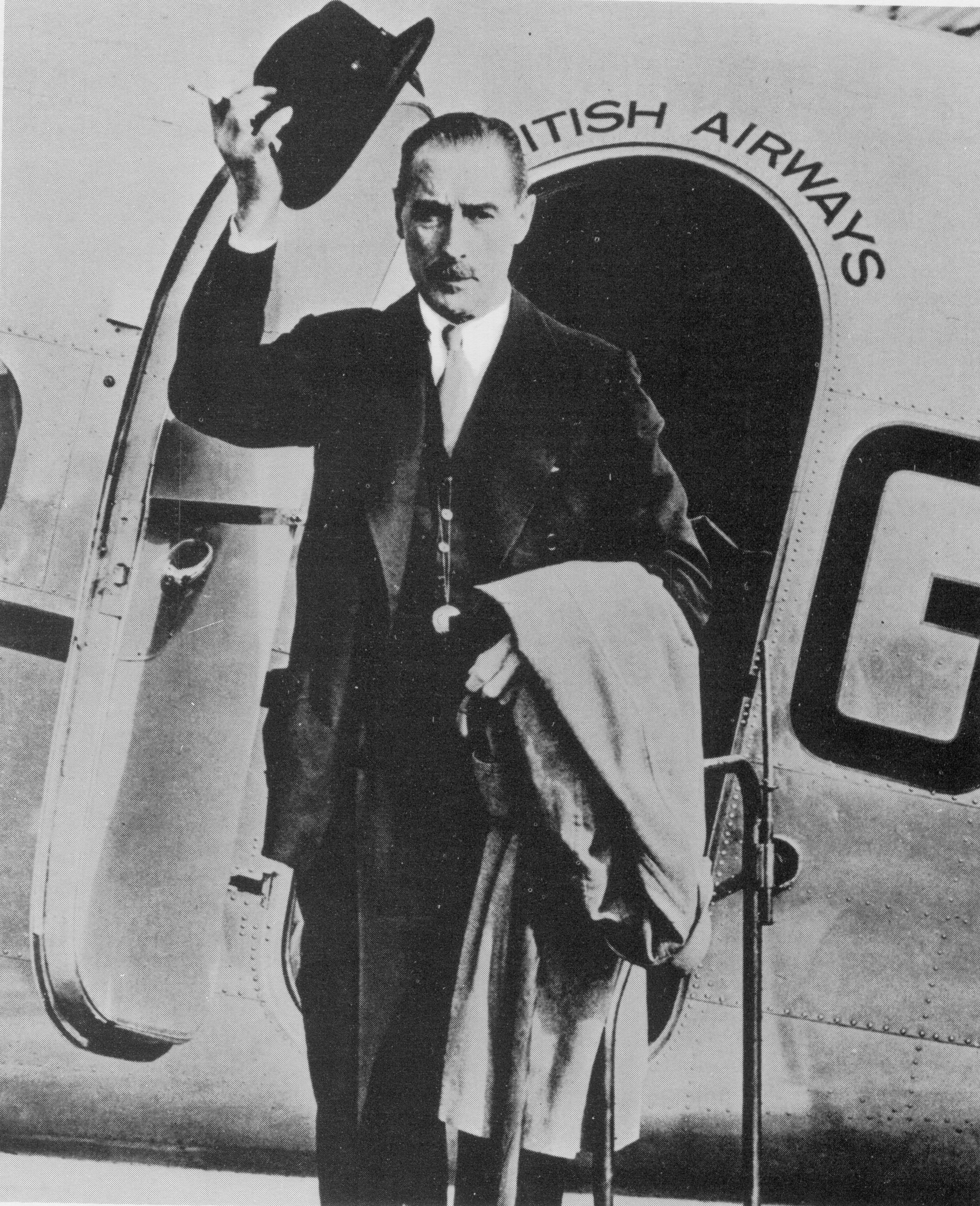
Henderson při odletu z Croydonu do Berlína v srpnu 1939

V okamžiku, kdy jednal s polským vyslancem Józefem Lipským, kterému doporučoval přijetí německých územních požadavků – stejně, jako to dělal v době anšlusu a okupace Československa – zinscenovali nacisté přepadení vysílačky v Gliwicích a invaze do Polska začala 1. září. Byl to Henderson, kdo musel ráno 3. září 1939 doručit ultimátum ministrovi Ribbentropovi. V něm Británie požadovala ukončení nepřátelských akcí do 11:00, jinak vyhlásí válku. Německo neodpovědělo, a proto ministerský předseda Chamberlain vyhlásil v 11:15 válečný stav. Henderson a jeho podřízení byli krátce zadrženi gestapem předtím, než se 7. září konečně vrátili do Británie.
Henderson po návratu do Londýna žádal o jiný velvyslanecký post, ale byl odmítnut.
Napsal knihu Failure of a Mission: Berlin 1937–1939 vydanou v roce 1940, ve které vysoce ocenil některé představitele nacistického režimu včetně Göringa, ale nikoli von Ribbentropa. Udržoval přátelské vztahy se členy Clivedenské skupiny Nancy Astorové, kteří byli rovněž stoupenci appeasementu. Henderson ve svých pamětech také popsal, jak horlivě princ Pavel předváděl své válečné plány, kterými hodlal čelit Mussoliniho přepadení Dalmácie v době, kdy hlavní část italských sil bude poslána do zámoří.
Zemřel 30. prosince 1942 na rakovinu, kterou trpěl od roku 1938. Nikdy se neoženil.